# Валигурский, Теофил Адамович
Теофи́л Ада́мович Валигу́рский (5 марта 1859, Мрочкув, Радомской губернии — 12 августа 1913, Ойцув, Австро-Венгрия) — польский политик, журналист, публицист, соучредитель Национально-демократической партии Польши, один из главных создателей польского национального движения, депутат Государственной думы I созыва от  Келецкой губернии.

## Биография
Польский дворянин из знатной семьи, принадлежащей гербу Одровонж. Отец — Адам Велигурский (?—1889), горный инженер, мать — Каролина урождённая Кнаке. Теофил был пятым ребенком в семье. Окончил частную школу Хиллера в Кельцах, учился в гимназии (не окончил: отец забрал его из-за плохой успеваемости и послал работать шахтером на шахту). Позже служил мелким служащим в аптеке, а с 1878 на Крашевском заводе в Варшаве. После этого в течение 22 лет служил конторщиком торгового дома «Рудзкий и К° в Варшаве». В 1900 присоединился к компании, которая  в Сосновце Домбровский угольный бассейн) приобрела шахту "Niwka", Валигурский стал её администратором. C 1904 года управляющий крупным имением Ойцов княгини Чарторыйской.
С 1893 он был членом Национальной лиги. В 1896—1905, 1910—1913 годах состоял членом её Центрального комитета,  в 1893—1906 — Национального комитета и в 1913 — главного совета. Он был также руководителем Национальной лиги Королевства Польского, а 1902 году — её уполномоченным по Варшаве, по этой причине он принимал участие в ежегодных конференциях лиги. В 1897 году был направлен Центральным комитетом Национальной лиги в северо-восточные окраины, где основал отделение Лиги в Вильнюсе. Участвовал в создании национальной организации «Освята» («Просвещение»), входил в состав его первого правления. В 1899-1900 годах редактировал издание "Pochodnię" (Факел) в Ополе. Член Общества опеки над униатами, отстаивал их права в России; выезжал в Ватикан, пытаясь заручиться его поддержкой. Член Национально-демократической партии.
21 апреля 1906 избран в Государственную думу I созыва от общего состава выборщиков Келецкого губернского избирательного собрания. Входил в Польское коло. Один из семи членов его президиума, участвовал в разработке его Устава. Подписал заявление 27-ми членов Государственной Думу, поляков, об отношении Царства Польского с Российской империей по прежнему законодательству и Основным законам от 23 апреля 1906.
После роспуска Думы вернулся в Варшаву, а с октября 1906 по июль 1908 он ежедневно редактировал Варшавскую газету "Naród". В конце 1908 отошёл от журналистской работы из-за болезни сердца, вернулся в Ойцов.
Снял свою кандидатуру на выборах во Государственную думу II созыва, однако, принимал активное участие предвыборной кампании, неоднократно выступал на митингах, организованных национальным движением. Член центральной избирательной комиссии в Варшаве от Польской национально-демократической партии.  Он считался одним из ближайших соратников Романа Дмовского, однако, вместе с Станиславом Буковейским (Bukowiecki) и Збигневом Падеревским (Paderewski) был противником его примиренческой политики в Думе. После раскола, который произошёл в Центральном комитете Национальной лиги в 1909 году, ушёл из активной политической деятельности. Весной 1913 перенес операцию на сердце и период послеоперационного восстановления  проходил в Мерано. Теофил Валигурский  умер от туберкулеза 12 августа 1913 в Ойцуве, и 15 августа был похоронен на кладбище села Смардзовице возле Ойцува. В похоронах принял участие его друг Роман Дмовский, который опубликовал свои воспоминания о покойном  в "Варшавской газете" (Gazeta Warszawska) от 19 августа 1913.

## Семья
- Жена (с 1865) — Наталья урождённая Галле.
  - Сын —  Мариан (5 марта 1887 — 13 мая 1940), умер бездетным.
  - Дочь — Ядвига (умерла в возрасте 5 лет).
  - Дочь — Ханна (20 ноября 1897 — 20 марта 1978) — умерла бездетной, выдающийся педагог.
  - Дочь — Ирена Михалина (28 июня 1901 — 16 августа 1972) — доктор философии Варшавского университета, замужем за Эдвардом Мушальским[пол.] (Доктор Международного права в Варшавском университете).